# Andrew Goldberg (Autor)
Andrew Goldberg (* 17. März 1978 in White Plains, New York, USA) ist ein US-amerikanischer Filmproduzent und Comedy-Autor.

## Persönliches
Goldberg  ist Produzent der US-amerikanischen Comedy-Zeichentrickserie Big Mouth von Netflix, zusammen mit seinem Jugendfreund Nick Kroll und dem Autoren-Ehepaar Mark Levin und Jennifer Flackett. Vorher arbeitete er an der Zeichentrickserie Family Guy.
Seinen Bachelor of Arts erhielt er 2000 von der Columbia University und seinen Master of Fine Arts 2002 von der UCLA School of Theater, Film and Television.

## Filmografie (Auswahl)
- 2005: Family Guy – Die unglaubliche Geschichte des Stewie Griffin (Family Guy Presents Stewie Griffin: The Untold Story)
- 2017: Big Mouth

## Veröffentlichungen
- Andrew Goldberg: Family Guy: Brian Griffin's Guide: to Booze, Broads, and the Lost Art of Being a Man. It Books, 2006, ISBN 0-06-089920-4.